# Día Conmemorativo de Isaac Rabín

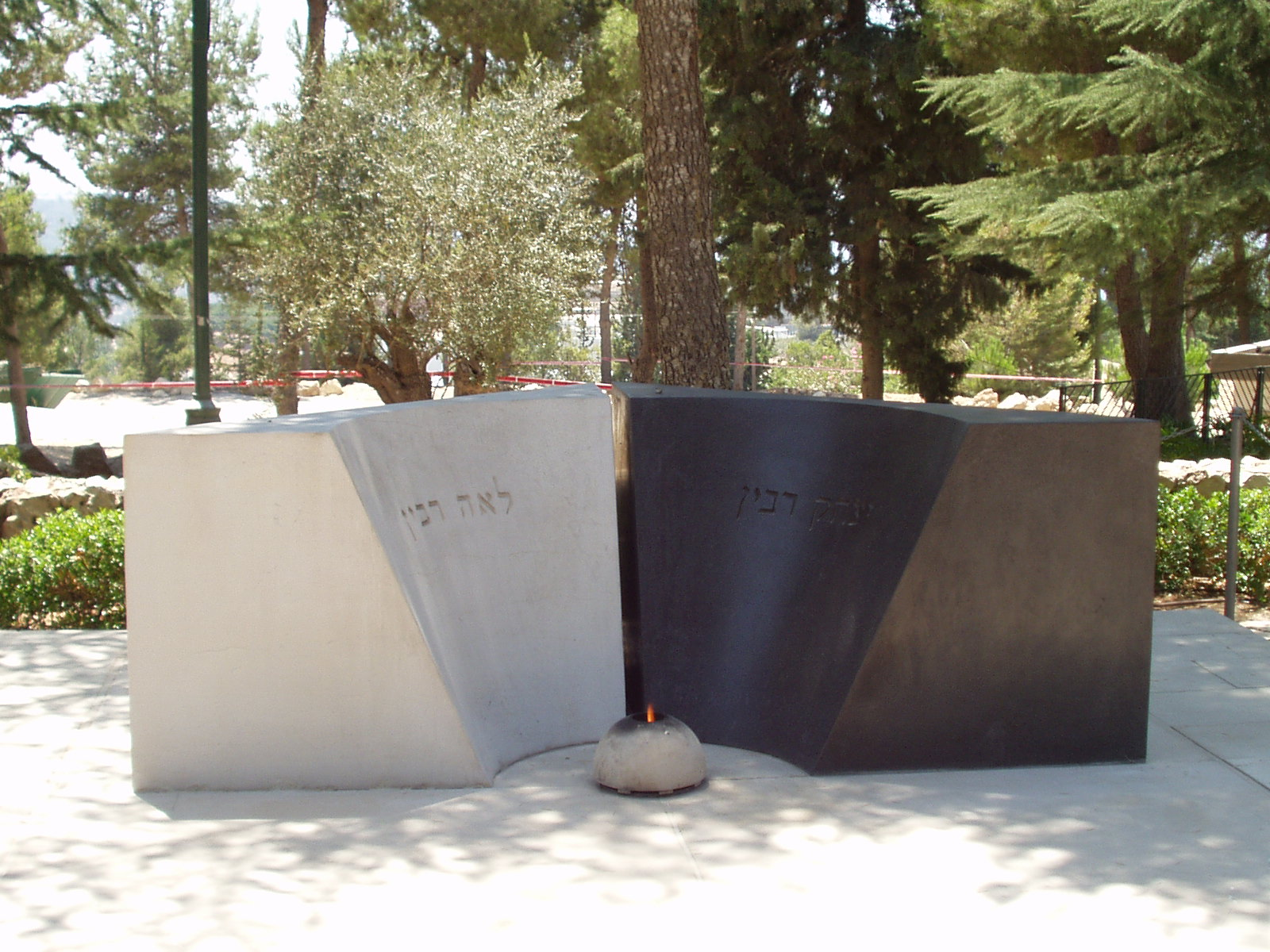
Tumba de Isaac y Lea Rabin

El Día Conmemorativo de Isaac Rabin se conmemora en las escuelas, los movimientos juveniles y en las bases del ejército. Según una ley de la Knéset, la fecha del asesinato del ex primer ministro Isaac Rabin, el 4 de noviembre de 1995, en el calendario hebreo el 12 de Jeshván de 5756, es una jornada de recuerdo nacional y de luto en todo el estado de Israel, esta fecha es conmemorada por todas las instituciones del Estado, en las bases militares de las Fuerzas de Defensa de Israel y en las escuelas del país.
Todas las ceremonias de esta conmemoración, y los programas educativos, están dedicados a conmemorar la vida y el legado del ex primer ministro, a la promoción y protección de los valores democráticos, y a denunciar el peligro que la violencia supone para la sociedad, las personas y el Estado.
El centro Isaac Rabin produce materiales educativos centrados en temas como la paz y la democracia, vídeos, carteles, fotografías, velas y pegatinas. Cada año desde el asesinato, los habitantes de Tel Aviv se reúnen en el lugar del asesinato, en la Plaza Rabin, y hacen una manifestación en favor de la paz, y para recordar su legado.